# Zitronenjette
'Zitronenjette' est un cultivar de rosier obtenu en 1986 et mis au commerce en 1987 par le rosiériste allemand Kordes. Il est issu d'un croisement 'Sutter's Gold' x 'Sunblest'.

## Description
Il s'agit d'un buisson vigoureux au port érigé jusqu'à 90 cm offrant de grandes fleurs jaunes (10 cm) très doubles en coupe fortement parfumées. Le cœur est d'un jaune plus soutenu. Sa floraison est très remontante.
Sa zone de rusticité est de 6b à 9b  ; il s'agit donc d'une variété résistante aux hivers froids. Cette magnifique rose est parfaite pour éclairer les massifs ou pour les fleurs en vase.
On peut l'admirer à la roseraie d'Uetersen en Allemagne.